# Duché de Saxe-Weimar
1572–1809
Entités précédentes :
- Duché de Saxe

Entités suivantes :
- Grand-duché de Saxe-Weimar-Eisenach

Le duché de Saxe-Weimar (en allemand : Herzogtum Sachsen-Weimar) est un ancien État du Saint-Empire romain germanique situé dans la région de Thuringe, avec pour capitale Weimar. C'est l'un des duchés saxons issus des partitions des biens de la branche ernestine de la maison de Wettin. La résidence des ducs a joué un rôle significatif dans le mouvement littéraire allemand du classicisme de Weimar de la fin du XVIIIe siècle et du début du XIXe siècle.
L'État fut créé en 1572 lors de la division du duché de Saxe en deux parties - les duchés de Saxe-Weimar et de Saxe-Cobourg-Eisenach. À partir de 1741, Saxe-Weimar est gouverné en union personnelle avec le duché de Saxe-Eisenach ; en 1809, les deux duchés ont été unis, puis élevés au grand-duché de Saxe-Weimar-Eisenach.

## Histoire
Au Moyen Âge central, les domaines autour de Weimar en Thuringe faisaient partie d'un comté ; en 1046, le comte Guillaume de Weimar fut nommé margrave de Misnie par l'empereur Henri III. Son fils Othon de Weimar, margrave de Misnie à partir de 1062 a également acquis le comté d'Orlamünde. Au long des décennies, la lignée des comtes de Weimar-Orlamünde fut l'une des familles nobles les plus importantes en Thuringe régnant également sur les marches de Istrie et de Carniole au sud-est du Saint-Empire. Lorsque, en 1112, la ligne masculine de la famille s'éteignit, leurs domaines échurent à la maison d'Ascanie en Saxe, les descendants du comte Siegfried de Ballenstedt. En 1140, le comté de Weimar-Orlamünde revint à Albert l'Ours, puis, en 1167, à son fils cadet Herman Ier.
Les descendants de Herman étendirent leurs domaines des résidences de Weimar et d'Orlamünde sur la Saale jusqu'à Rudolstadt et aux monts de Thuringe au sud ; néanmoins, ils n'ont pas réussi à s'imposer face aux revendications du landgraves de Thuringe de la dynastie puissante des Wettin. Enfin, les comtes doivent reconnaître la suprématie des landgraves. À la mort du dernier comte ascanien, en 1372, les domaines revinrent comme fief accompli au landgraviat de Thuringe.

### Weimar sous le règne des Wettin
La maison de Wettin avait regné sur la marche de Misnie depuis 1088 ; le margrave Henri III a acquis le landgraviat de Thuringe à l'ouest après la guerre de Succession de Thuringe en 1264. En faisant cela, ils gouvernent dans des vastes territoires s'étendant d'Eisenach jusqu'à Dresde sur l'Elbe ; à partir de 1423, le margrave Frédéric IV de Misnie régnait également sur l'électorat de Saxe, l'ancien duché ascanien de Saxe-Wittemberg. L'acquisition de la dignité électorale s'est accompagnée de la transmission du nom de « Saxe » aux toutes les possessions des Wettin.
Le 26 août 1485, l'électeur Ernest de Saxe a partagé ses biens avec son frère cadet le duc Albert III ; c'est ainsi que naissent deux lignes de la dynastie : la branche ernestine et la branche albertine. La branche aînée maintient l'électorat et également les domaines thuringiens autour de Weimar, sa résidence se trouvait toujours à Wittemberg. L'électeur Frédéric III le Sage, gouvernant depuis 1486, fut connu comme un promoteur de la Réforme protestante et le protecteur de Martin Luther qu'il a nommé professeur à l’université de Wittemberg. L'électorat de Saxe est apparue, au début de l'ère moderne, comme la puissance protectrice du protestantisme au sein du Saint-Empire, s'opposant à la maison impériale catholique des Habsbourg.
Sous le règne de Jean-Frédéric Ier, neveu de Frédéric III, la branche ernestine a été frappée par une dure perte : les tensions entre les États catholiques et protestants conduisent à la guerre de Smalkalde et l'électeur est vaincu à la bataille de Muehlberg le 20 avril 1547. Il fut obligé de signer la douloureuse capitulation de Wittemberg qui dispose que la branche ernestine perd la dignité électorale en faveur du duc Maurice de Saxe, issu de la ligne albertine, et toutes les domaines hors de la Thuringe. Revenu de la captivité, Jean Frédéric portait seulement le titre de « duc de Saxe ». Comme sa résidence à Wittemberg revient a son cousin Maurice, il se retira à Weimar.

### Division d'Erfurt

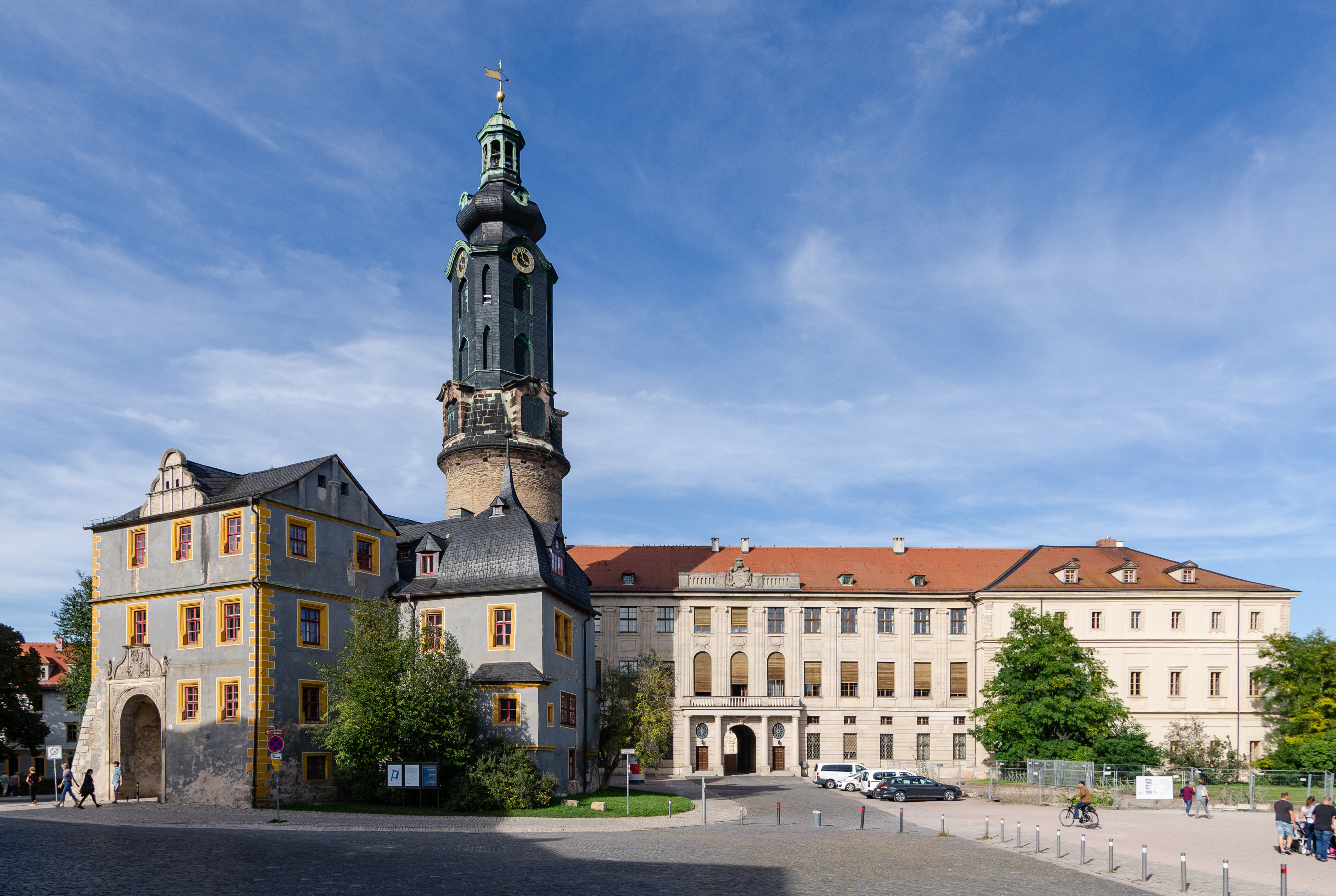
Le château résidentiel de Weimar.

À la mort de Jean-Frédéric Ier en 1554, son patrimoine est gouverné tout d'abord en commun par ses trois fils ; plus tard, ils ont partagé entre eux la propriété de la branche ernestine régnant à Weimar, Eisenach et Cobourg-Gotha. L'aîné, Jean-Frédéric II, se lance dans une dernière tentative pour regagner la dignité électorale et les territoires perdus par des moyens violents. Il a été ensuite banni par l'empereur et passait le reste de sa vie en captivité. Son frère cadet, Jean Guillaume, reçoit encore une fois toutes les possessions de la ligne.
Très vite, toutefois, le duc Jean Guillaume est également entré en conflit avec l'autorité impériale, notamment par son rapprochement avec Charles IX de France. À la diète de Spire En 1570, l'empereur Maximilien II de Habsbourg ordonna la répartition de la Saxe ducale entre Jean Guillaume et les deux fils de son frère Jean-Frédéric II. Cet ordre fut réalisé en 1572 par la division d'Erfurt : le duc est forcé d'abandonner les domaines de Saxe-Cobourg et de Saxe-Eisenach à ses neveux, ne conservant pour lui-même que Saxe-Weimar. Ce duché de Saxe-Weimar n'était qu'un micro-État au sein du Saint-Empire ; le duc amère Jean Guillaume mourut l'année suivante.
À la suite de la mort de Jean Guillaume, l'électeur Auguste Ier de Saxe agit en qualité de régent à Weimar, jusqu'à l'accession du héritier Frédéric-Guillaume Ier, fils aîné de Jean Guillaume. De façon inversée, le duc Frédéric-Guillaume Ier fut le régent de l'électorat de Saxe pendant la minorité de son cousin Christian II de 1591 à 1601. À sa mort l'année suivante, son frère cadet Jean II doit à son tour composer avec ses neveux, les fils de Frédéric-Guillaume Ier, qui obtiennent le nouveau duché de Saxe-Altenbourg en 1603.
Jean II meurt en 1605, lorsque tous ses fils étaient mineurs, et l'électorat de Saxe exerca à nouveau la régence. En 1615, au terme de dures luttes, le fils aîné Jean-Ernest Ier a pu prendre possession de son héritage. En 1617, aux funérailles de sa mère Dorothée-Marie d'Anhalt, le duc, avec ses frères et son oncle le prince Louis d'Anhalt-Köthen, a fondé la Société des fructifiants (Fruchtbringende Gesellschaft), la plus célèbre des sociétés philologiques et littéraires fondées en Saint-Empire à l'ère baroque qui a fait la renommée de Saxe-Weimar dans le domaine culturel.

### Guerre de Trente Ans
En 1638, la lignée de Saxe-Eisenach s'éteint, ce qui permet au duc Guillaume de Saxe-Weimar de regagner une partie de ses terres perdues. Toutefois, deux ans plus tard, ses frères cadets obtiennent la création de nouveaux duchés indépendants à Eisenach (extinction en 1644) et Gotha. En 1672, les fils de Guillaume procèdent à leur tour à un nouveau partage : la Saxe-Weimar perd une nouvelle fois Eisenach et Iéna. Cette dernière retourne à la Saxe-Weimar dès 1690.

### Union personnelle de Saxe-Weimar-Eisenach
En 1741, l'extinction de la lignée de Saxe-Eisenach avec la mort du duc Guillaume-Henri permet à Ernest-Auguste Ier de régner en union personnelle sur les deux duchés. Après leur entrée dans la confédération du Rhin en 1806, les deux duchés de Saxe-Weimar et Saxe-Eisenach sont formellement unis en un duché de Saxe-Weimar-Eisenach en 1809 lui-même devenu grand-duché de Saxe-Weimar-Eisenach en 1815.

## Liste des ducs de Saxe-Weimar
- 1572-1573 : Jean-Guillaume
- 1573-1602 : Frédéric-Guillaume Ier
- 1602-1605 : Jean II
- 1605-1620 : Jean-Ernest Ier
- 1620-1662 : Guillaume
- 1662-1683 : Jean-Ernest II
- 1683-1707 : Jean-Ernest III
- 1683-1728 : Guillaume-Ernest
- 1707-1748 : Ernest-Auguste Ier
- 1748-1758 : Ernest-Auguste II
- 1758-1809 : Charles-Auguste